# Hamba (ort i Komorerna)
Hamba är en ort i Komorerna.   Den ligger i distriktet Moheli, i den västra delen av landet, 80 km sydost om huvudstaden Moroni. Hamba ligger 119 meter över havet och antalet invånare är 585. Den ligger på ön Mohéli.
Terrängen runt Hamba är huvudsakligen kuperad, men söderut är den platt. Havet är nära Hamba åt nordväst.  Närmaste större samhälle är Fomboni, 12,0 km öster om Hamba. 